# NGC 5273
NGC 5273 је лентикуларна галаксија у сазвежђу Ловачки пси која се налази на NGC листи објеката дубоког неба.
Деклинација објекта је + 35° 39' 14" а ректасцензија 13h 42m 8,3s. Привидна величина (магнитуда) објекта NGC 5273 износи 11,5 а фотографска магнитуда 12,5. Налази се на удаљености од 17,700 милиона парсека од Сунца. NGC 5273 је још познат и под ознакама UGC 8675, MCG 6-30-72, CGCG 190-41, KCPG 391A, PGC 48521.